# VOICE OF FOOD 〜AJI NA FUKUONSEI〜
『VOICE OF FOOD 〜AJI NA FUKUONSEI〜』（ボイス・オブ・フード ～味な副音声～）は、2022年4月1日からJ-WAVEで放送されているラジオ番組である。

## 概要
J-WAVEのポッドキャストサービス「SPINEAR」で配信されている『味な副音声～voice of food～』との連動プログラム。
2022年4月から2024年3月まで、金曜深夜のラジオプログラムとして放送され、2024年4月以降は、昼のワイド番組『PEOPLE'S ROASTERY』に内包される形でラジオ放送される。

## ナビゲーター
- 平野紗季子（2022年4月1日 - ）

## 放送時間
以下の時間は日本標準時に基づく。
- 毎週金曜日 24:30 - 25:00（2022年4月1日 - 2024年3月29日）
- 毎週月曜日『PEOPLE'S ROASTERY』内（2024年4月1日 - ）